# Парк Перемоги (Волгодонськ)
Парк культури та відпочинку «Перемога» (повна назва рос. МАУК «Парк Победы») — парк культури та відпочинку в місті Волгодонську Ростовської області, розташований в старій частині міста.

## Історія
Парк закладено 8 травня 1965 року напередодні святкування 20-ї річниці Перемоги над фашистською Німеччиною.
Парк було розширено до 16 гектарів. Улітку 1968 року у парку Перемоги почалося будівництво палацу спорту. За планами будівельників, волгодонці могли б займатися ковзанярським спортом цілий рік. Але планам не судилося збутися, у хімкомбінату не вистачило сил, здавши роком раніше палац культури, побудувати палац спорту.
4 листопада 1976 року в парку Перемоги закладена «Алея ветеранів партії та праці», перші дерева висадили туди Р. С. Чубар, А. В. Явельберг, П. К. Богданова, Р. В. Овчинников, Н. А. Кадолін, Ф. К. Васильєв, М. Х. Довгих.
В 1979 році виконком доручив архітектору Тарасу Григоровичу Ботяновському створити проект реконструкції парку, зв'язавши його однією ідеєю з головною площею міста — площею Перемоги.
В 1980 році розпочалася реконструкція парку. Навесні 1983 року виконком затвердив кандидатури матерів на «Алею материнської слави». Навесні 1985 року завершена реконструкція парку та однойменній площі.
9 травня 1985 року відкритий реконструйований парк Перемоги і однойменна площа. Запрацював фонтан, що уособлював радянських воїнів-переможців з прапором Перемоги в руках. Фонтан розташований на перетині чотирьох алей парку:
- Алеї ветеранів партії та праці
- Алеї материнської слави
- Алеї військової слави
- Алеї першобудівників

25 квітня 1985 року в день комуністичного суботника закладений «Сад пам'яті».

## Сучасний стан
Досі парк вважається улюбленим місцем відпочинку городян. Для юних волгодонців встановлені нові атракціони. Навесні в парку розпускаються різноманітні квіти. Напередодні 9 травня проводяться мітинги пам'яті та покладання квітів до «Саду пам'яті».
22 червня проводиться традиційний мітинг пам'яті про початок війни.